# Liste de calendriers
 (mars 2025).
Motif : Admissibilité de la liste à démontrer - différence avec la palette ?
- Archive Wikiwix
- Bing
- Cairn
- DuckDuckGo
- E. Universalis
- Gallica
- Google
- G. Books
- G. News
- G. Scholar
- Persée
- Qwant
- (zh) Baidu
- (ru) Yandex
- (wd) trouver des œuvres sur Wikidata

| 1. | Préciser le motif de la pose du bandeau. | Précisez le motif de la pose du bandeau en utilisant la syntaxe suivante : {{admissibilité à vérifier\|date=juin 2025\|motif=remplacez ce texte par le motif}}                            |
| 2. | Informer les utilisateurs concernés.     | Pensez à avertir le créateur de l'article, par exemple, en insérant le code ci-dessous sur sa page de discussion : {{subst:avertissement admissibilité à vérifier\|Liste de calendriers}} |

La liste des calendriers données sur cette page fait d'abord la distinction entre les calendriers réels et ceux qui apparaissent dans des œuvres de fiction.
Un deuxième critère, qui concerne les calendriers réels, distingue les calendriers en usage (au début du XXIe siècle), ceux dont l'usage a cessé et ceux qui ont été proposés mais jamais employés à l'échelle d'une société ou d'une nation.
Enfin, une troisième distinction sépare les calendriers sur la période temporelle sur laquelle ils se fondent. On distinguera ainsi :
- les calendriers lunaires, fondés sur les phases de la Lune ;
- les calendriers luni-solaires, fondés à la fois sur le cycle annuel du Soleil et les phases de la Lune ;
- les calendriers solaires, fondés uniquement sur le cycle annuel du Soleil ;
- les autres calendriers, fondés sur d'autres types de périodes.

## En usage auXXIesiècle

### Calendriers lunaires

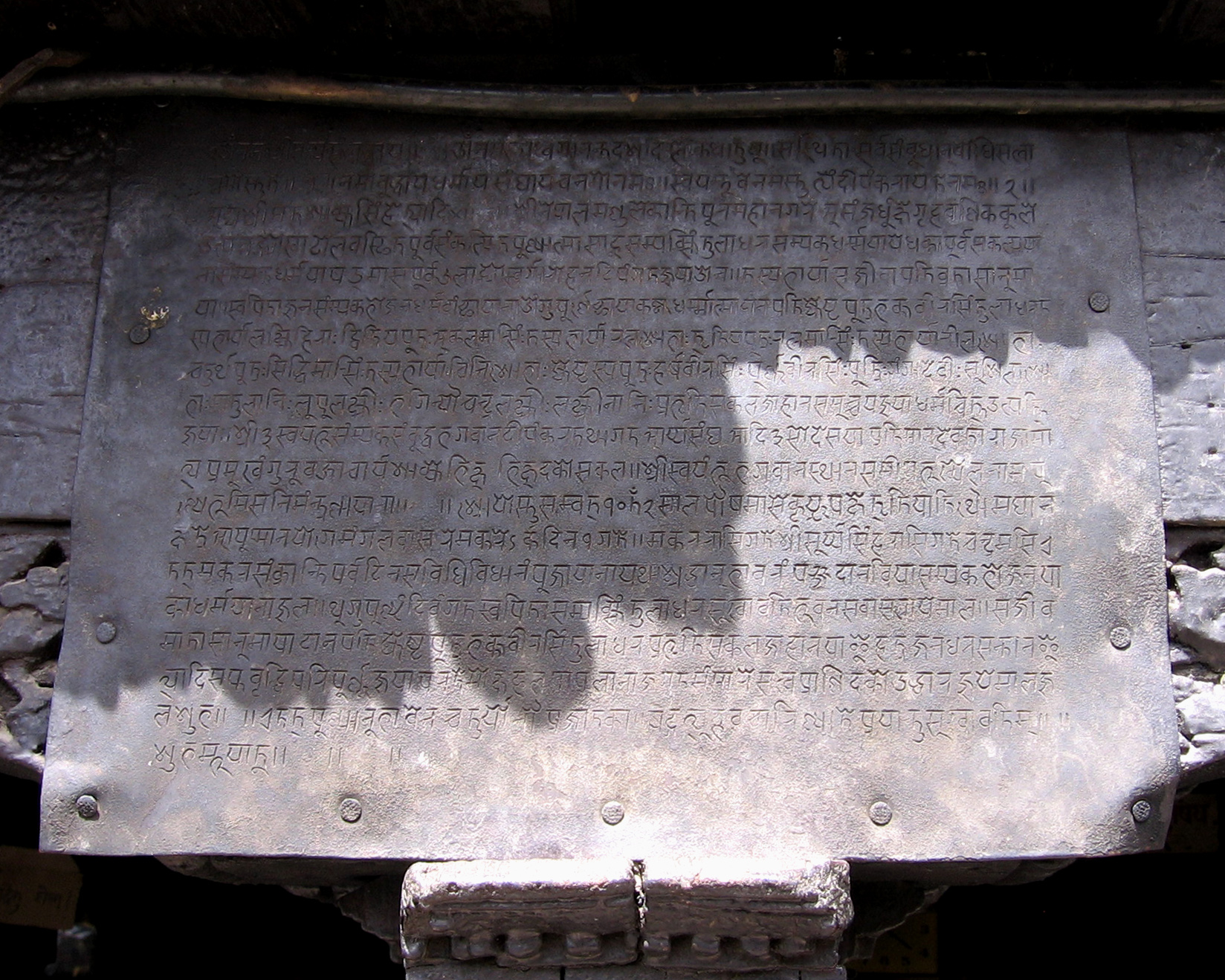
Inscription en cuivre à Kathmandou datant de Népal Sambat 1072 (1952 dans le calendrier grégorien).

- Calendrier musulman
- Calendrier Népal Sambat (en)
- Calendrier Saka (Bali)

### Calendriers luni-solaires

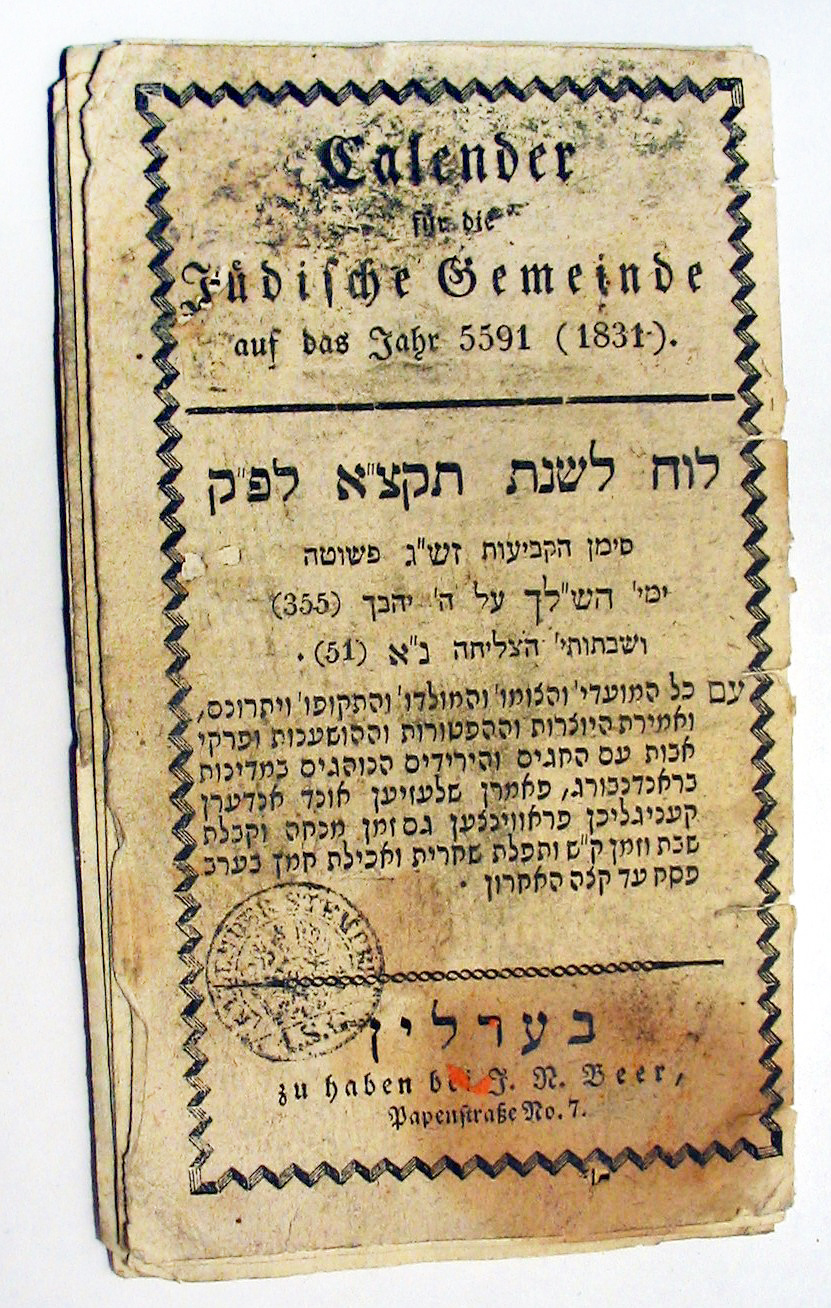
Calendrier hébraïque de l'année 5591 (1831 dans le calendrier grégorien).

- Calendrier assyrien (en)
- Calendrier Bikram Sambat
- Calendrier bouddhiste
- Calendrier chinois
- Calendrier hébraïque
- Calendrier hindou
- Calendrier jaïn
- Calendrier javanais (en)
- Calendrier malayalam
- Calendrier Népal Sambat (en)
- Calendrier lunaire thaï
- Calendrier tibétain

### Calendriers solaires

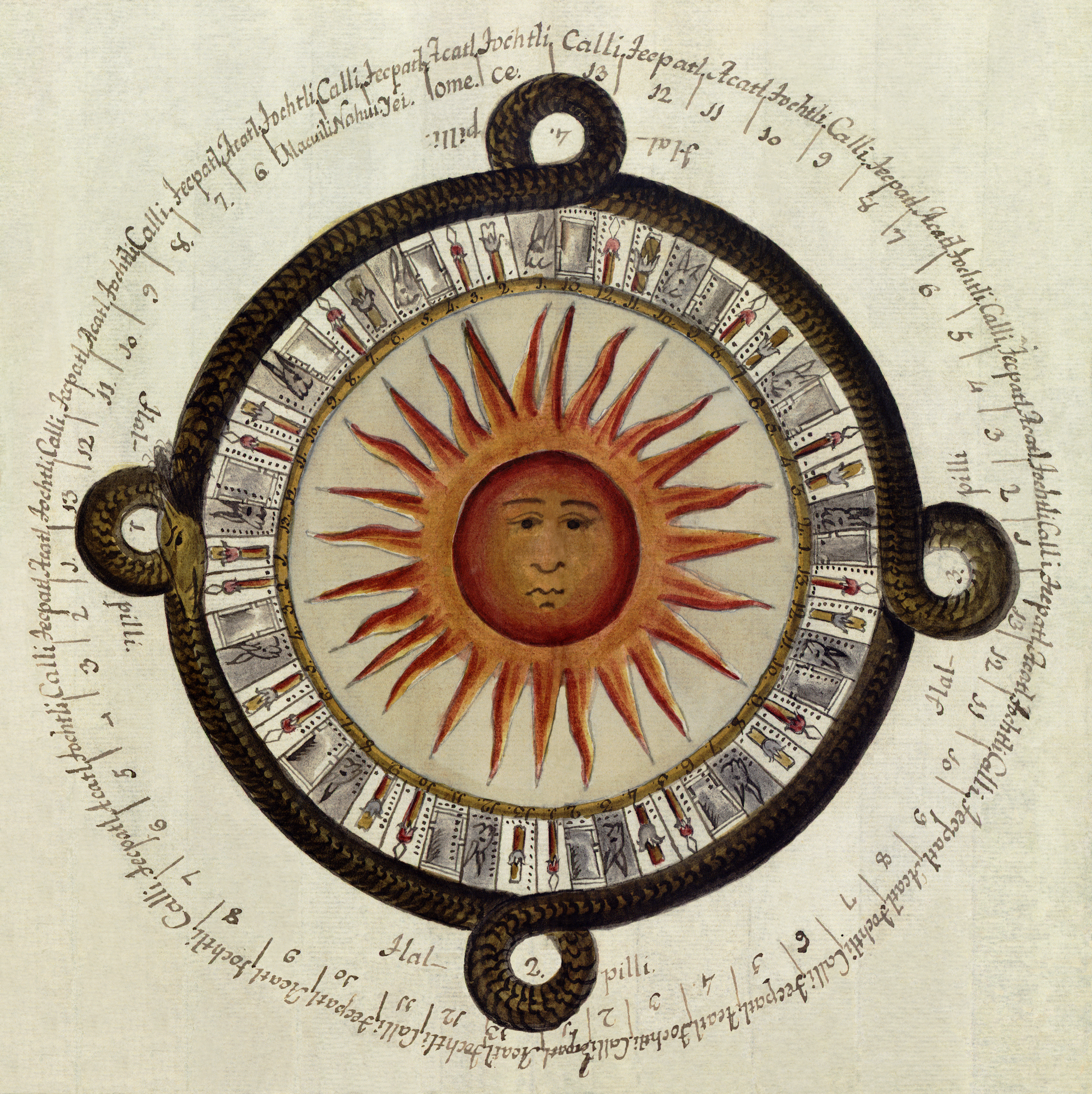
Dessin d'un calendrier solaire aztèque (1792).

- Calendrier badīʿ
- Calendrier bengali
- Calendrier berbère
- Calendrier copte
- Calendrier éthiopien
- Calendrier grégorien
- Calendrier grégorien proleptique
- Calendrier indien
- Calendrier juche
- Calendrier julien
- Calendrier julien proleptique
- Calendrier julien révisé
- Calendrier kurde
- Calendrier lituanien (en)
- Calendrier maçonnique
- Calendrier ming
- Calendrier minguo
- Calendrier mossi
- Calendrier Nanakshahi
- Calendrier népalais
- Calendrier persan
- Calendrier roumain (en)
- Calendrier tamoul
- Calendrier solaire thaï
- Calendrier xhosa (en)
- Calendrier yézidi
- Calendrier yoruba
- Calendrier zoroastrien

### Autres calendriers
- Calendrier à 360 jours (en) (année lombarde)
- Calendrier à 52 semaines
- Calendrier akan (en)
- Calendrier astronomique
- Calendrier bamiléké (Cameroun)
- calendrier pawukon (Bali)
- Calendrier fiscal
- Calendrier igbo (en)
- Calendrier liturgique romain

## Calendrier dont l'usage a cessé

### Calendriers lunaires
- Calendrier grec

### Calendriers luni-solaires
- Calendrier attique
- Calendrier babylonien
- Calendrier bulgare (en)
- Calendrier celtique

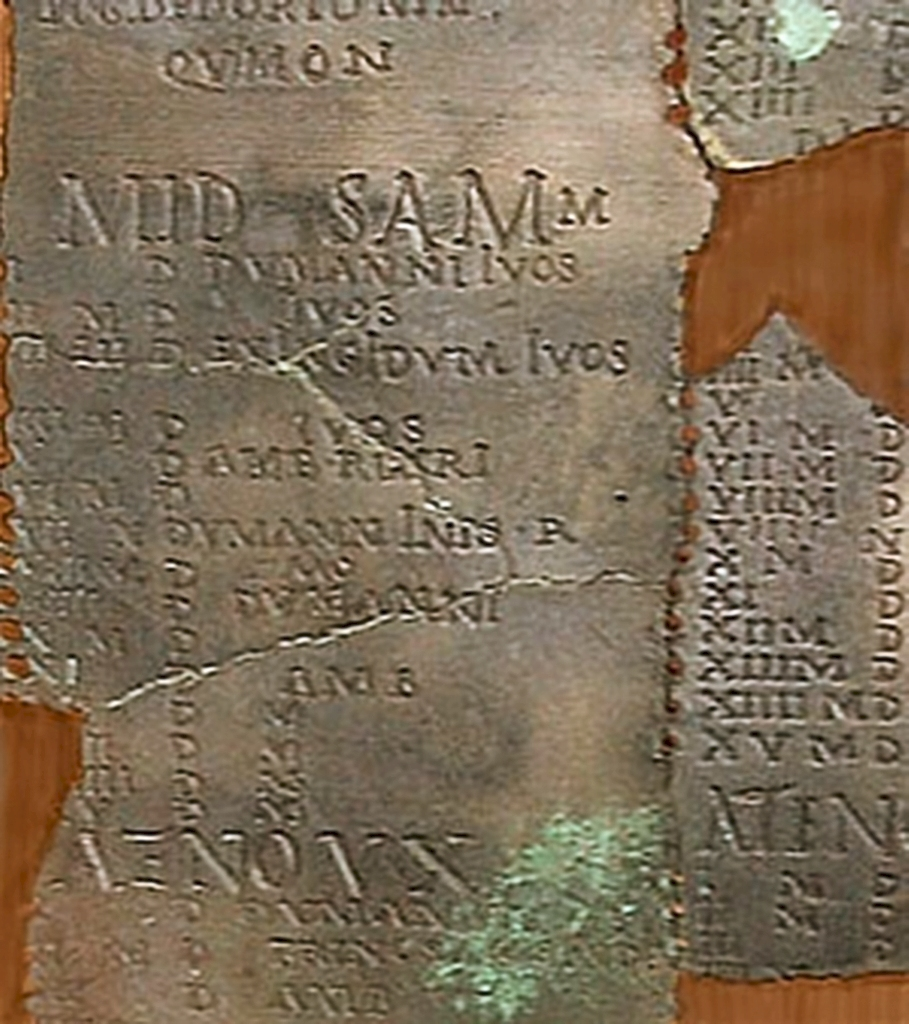
Détail du calendrier de Coligny.

- Calendrier de Coligny ou calendrier gaulois
- Calendriers germaniques (en)
- Calendrier grec
- Anciens calendriers japonais
  - Calendrier Genka
  - Calendrier Gihō
  - Calendrier Taien
  - Calendrier Goki
  - Calendrier Xuanming
  - Calendrier Jōkyō
  - Calendrier Hōryaku
  - Calendrier Kansei
  - Calendrier Tenpō
- Calendrier macédonien
- Calendrier rapanui (en)
- Calendrier runique (en)

### Calendriers solaires
- Calendrier arménien
- Calendrier aztèque xiuhpohualli
- Calendrier basque
- Calendrier byzantin
- Calendrier de l'Égypte antique
- Calendrier essénien
- Calendrier étrusque
- Calendrier fasciste
- Calendrier florentin (en)
- Calendrier gaélique (en)
- Calendrier haab
- Calendrier de Pise
- Calendrier positiviste
- Calendrier républicain
- Calendrier romain
- Calendrier rumi
- Calendrier soviétique
- Calendrier suédois

### Autres calendriers

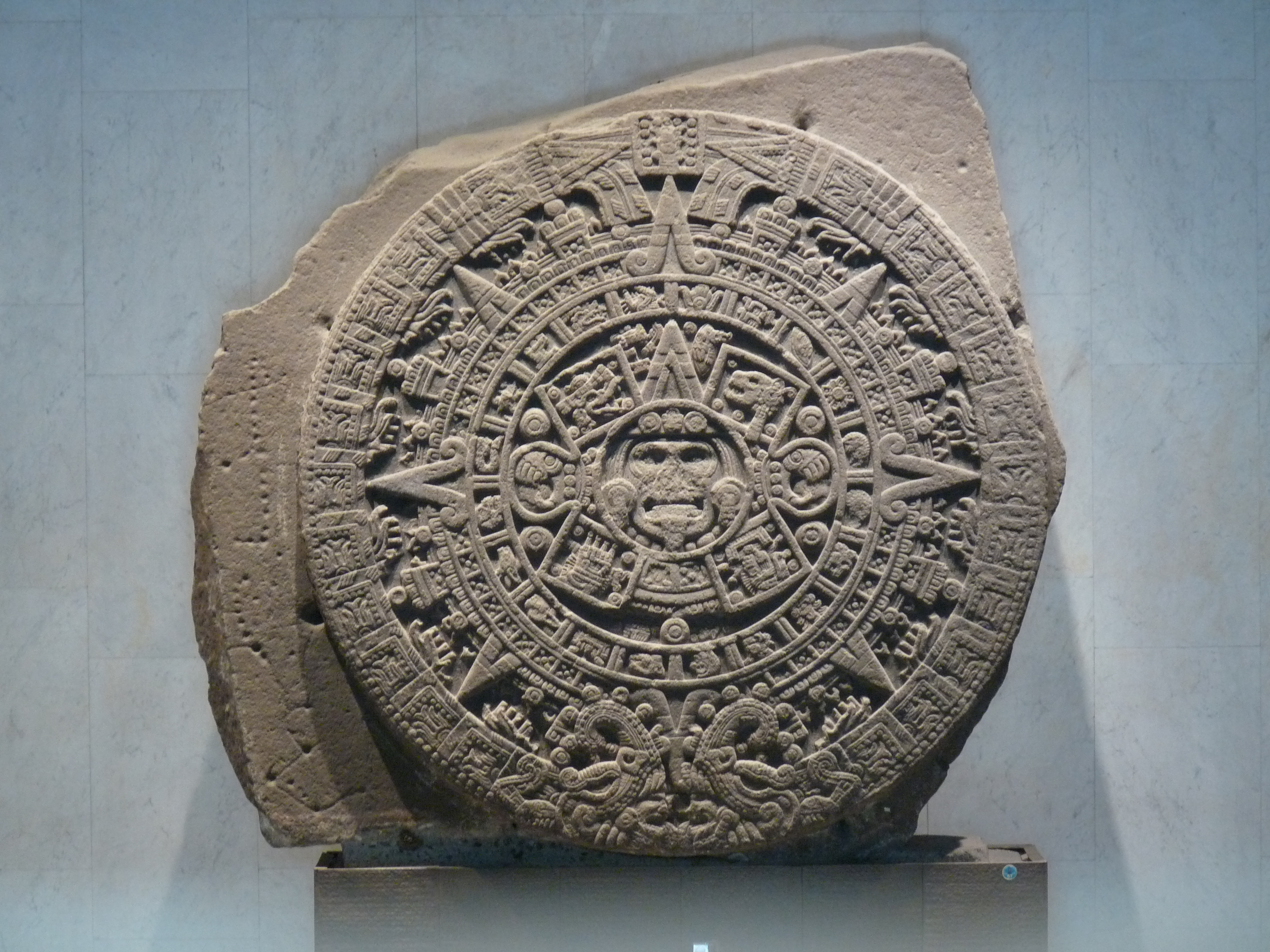
La Pierre du Soleil, faisant référence au calendrier aztèque.

- Calendrier aztèque tonalpohualli (260 jours)
- Calendrier aztèque vénusien (584 jours)
- Calendrier Borana (lunaire-stellaire)
- Calendrier maya :
  - Compte court
  - Compte long
- Calendrier mésoaméricain
- Calendrier mésopotamien
- Calendrier Tzolk'in (260 jours)

## Propositions et réformes de calendriers

### Réformes du calendrier grégorien
- Calendrier fixe
- Calendrier holocène
- Calendrier Pax
- Calendrier Symmetry010
- Calendrier Symmetry454
- Calendrier universel

### Remplacement du calendrier grégorien
- Calendrier sexagésimal

### Extraterrestres (pour Mars)
- Calendrier darien
- Calendrier martien

## Divers
- Calendrier de la Terre du Milieu (Terre du Milieu)
- Calendrier discordien
- Calendrier impérial (Dune)
- Calendrier pataphysique